# Prinzenliest

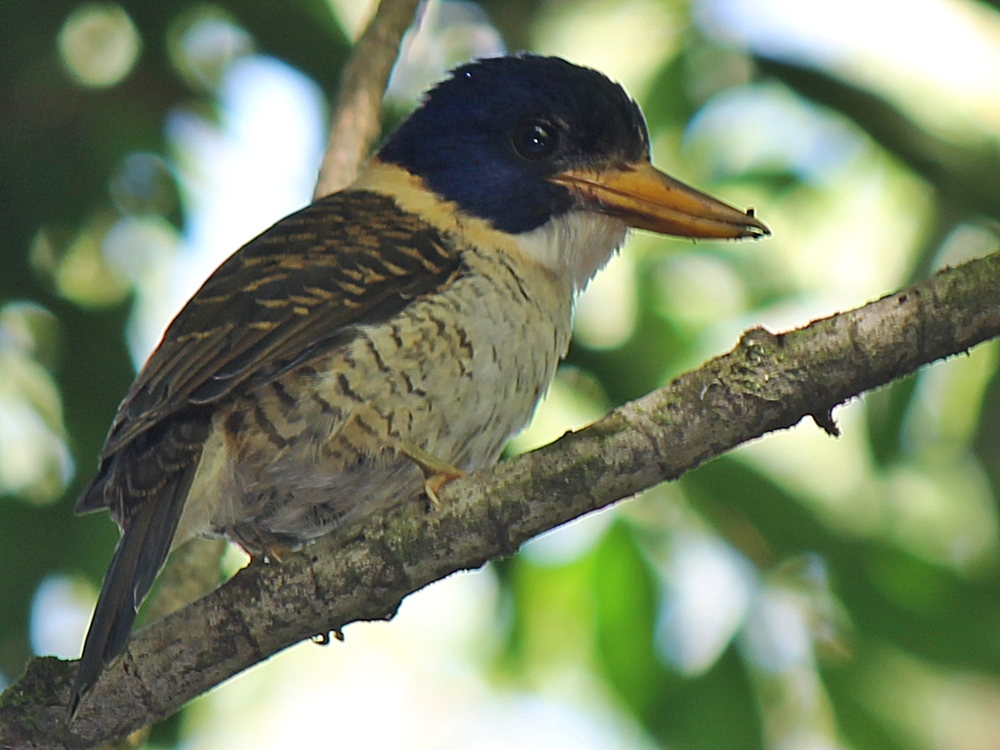
Männchen

Der Prinzenliest (Actenoides princeps), zuweilen auch als Königsliest bezeichnet, ist ein auf  Sulawesi endemischer Vogel aus der Familie der Eisvögel.

## Beschreibung

### Aussehen
Adulte Prinzenlieste erreichen eine Länge von ca. 24 bis 25 Zentimetern. Das Gewicht eines Weibchens wurde mit 105 Gramm angegeben. Zwischen den Geschlechtern besteht ein schwacher Sexualdimorphismus. Bei den Männchen ist der Kopf blauschwarz. Kehle und Kragen sind cremefarben. Brust und Bauch sind hell und zeigen nur wenige dunkle Federn. Das gesamte übrige Gefieder ist bräunlich gefärbt, an den Federspitzen zuweilen leicht aufgehellt. Die Weibchen zeigen ähnliche Zeichnungsmuster wie die Männchen. Sie unterscheiden sich durch einen gelblichen Überaugenstreif sowie einem ebenfalls gelblichen Bartstreifen. Der Ober- und Unterschnabel ist bei beiden Geschlechtern gelblich gefärbt. Die Iris ist schwarzbraun. Beine und Füße sind gelbbraun.

### Lautäußerungen
Die Lautäußerungen des Prinzenliest sind meist vor der Morgendämmerung als eine Serie von melancholischen, zunächst aufsteigenden und anschließend abfallenden Pfeiftönen zu hören, deren Abfolge zuweilen wiederholt wird.

## Verbreitung und Lebensraum
Der Prinzenliest kommt auf Sulawesi vor. Er lebt bevorzugt in dichtem Unterholz im Hügel- und Bergwald, vor allem in Höhen zwischen 900 und 2000 Metern, gelegentlich auch bei 250 Metern.

## Unterarten
Neben der im Nordosten von Sulawesi vorkommenden Nominatform Actenoides princeps princeps ist eine weitere Unterart bekannt:
- Actenoides princeps erythrorhamphus (Stresemann, 1931), im Nordwesten, der Mitte und dem Südwesten Sulawesis

## Lebensweise
Die Vögel ernähren sich in erster Linie von Käfern, Zikaden und kleinen Eidechsen. Aufgrund ihrer versteckten Lebensweise sind nur wenige Daten verfügbar. Nester werden hinter Tunneln in Erdwällen angelegt. Es wurde ein aus vier Eiern bestehendes Gelege gefunden. Weitere Details zum Brutverhalten müssen noch erforscht werden.

## Gefährdung
Der Prinzenliest wird in seinen Verbreitungsgebieten wegen seiner scheuen Lebensweise meist selten beobachtet. Er wird von der Weltnaturschutzorganisation IUCN als  „near threatened = potentiell gefährdet“ klassifiziert.